# Patrimoni dell'umanità del Gambia
I patrimoni dell'umanità del Gambia sono i siti dichiarati dall'UNESCO come patrimonio dell'umanità in Gambia, che è divenuto parte contraente della Convenzione sul patrimonio dell'umanità il 1º luglio 1987.
Al 2022 i siti iscritti nella Lista dei patrimoni dell'umanità sono due e altrettante sono le candidature per nuove iscrizioni. Il primo sito è stato l'isola Kunta Kinteh e siti correlati, iscritto nella lista nel 2003, durante la ventisettesima sessione del comitato del patrimonio mondiale. Tre anni dopo, nella trentesima sessione, i Cerchi di pietra di Senegambia sono divenuti il secondo sito gambiano riconosciuto dall'UNESCO. Entrambi i siti sono considerati culturali, secondo i criteri di selezione; uno è parte di un sito transnazionale.

## Siti del Patrimonio mondiale
| Foto | Sito                                | Luogo                                                 | Tipo                     | Anno | Descrizione |
| ---- | ----------------------------------- | ----------------------------------------------------- | ------------------------ | ---- | --- |
|      | Isola Kunta Kinteh e siti correlati | Banjul, Lower Niumi, Upper Niumi                      | Culturale (761; iii, vi) | 2003 | L'isola James e i siti correlati offrono una testimonianza dei principali periodi e aspetti dell'incontro tra l'Africa e l'Europa lungo il fiume Gambia, un continuum che si estende dal periodo pre-coloniale e precedente alla tratta degli schiavi fino all'indipendenza. Il sito è particolarmente significativo per la sua relazione con l'inizio della tratta degli schiavi e la sua abolizione. Documenta anche i primi tentativi di accesso all'interno dell'Africa. |
|      | Cerchi di pietra di Senegambia      | Distretto di Niani, Nianija (altri 2 sono in Senegal) | Culturale (1226; i, iii) | 2006 | Il sito è costituito da quattro grandi gruppi di cerchi di pietre che rappresentano una straordinaria concentrazione di oltre 1000 monumenti in una fascia larga 100 km lungo circa 350 km del fiume Gambia. I quattro gruppi, Sine Ngayène, Wanar, Wassu e Kerbatch, coprono 93 cerchi di pietre e numerosi tumuli funerari, alcuni dei quali sono stati scavati per rivelare materiale che suggerisce date comprese tra il III secolo a.C. e il XVI secolo d.C. Insieme, i cerchi di pilastri di laterite e i relativi tumuli funerari presentano un vasto paesaggio sacro creato nel corso di oltre 1500 anniche riflette una società prospera, altamente organizzata e duratura. |

## Siti candidati
| Foto | Sito                                          | Luogo       | Tipo                      | Anno       | Descrizione |
| ---- | --------------------------------------------- | ----------- | ------------------------- | ---------- | --- |
|      | Sito della cava dei cerchi di pietra di Wassu | Nianija     | Culturale (6063; i, iii)  | 29/04/2015 | Il sito della cava si trova su un crinale di laterite a est del sito dei cerchi di pietre di Wassu. Il crinale è ricoperto da erba e altra vegetazione che oscura da lontano lo sperone roccioso ma le cave sono facilmente identificabili essendo state scavate a cielo aperto per la pietra. La forma più evidente è una cava a forma di pilastro dove la pietra è stata rimossa e probabilmente finita. Anche altri tagli poco profondi e piattaforme a gradini indicano attività di cava, ma possono anche implicare caratteristiche di erosione naturale. Alcune pietre parzialmente lavorate rimangono in situ ma sono fratturate. Un'altra cava si trova verso ESE. |
|      | Georgetown storica                            | Janjanbureh | Culturale (6064; iii, vi) | 29/04/2015 | Il quartiere storico dell'isola di Janjanbureh, la storica Georgetown, è stato proposto per l'inclusione nella lista come estensione dell'isola Kunta Kinteh e siti correlati. L'area che comprende due strade e i dintorni dell'ufficio e della residenza del Governatore regionale, ha un'estensione di circa 500 metri quadrati ed è ricca di edifici storici e altri reperti risalenti al periodo coloniale e precedenti. L'area continua a evocare lo spirito dell'isola ai suoi tempi d'oro. |